# Hostinec U černého orla
Hostinec U černého orla je zaniklý zájezdní hostinec, který se nacházel v Brně v horní části dnešní Orlí ulice, která podle něho nese svůj název. Dokládán písemně byl již od první poloviny 17. století, zanikl v polovině 19. století.
Jedním z jeho význačných hostů byl i římskoněmecký císař Josef II., který si prý hotel velice oblíbil a na znamení spokojenosti s jeho službami mu udělil svolení vyvěsit vedle domovního znamení rovněž štít s císařským erbem. Supraportu, tedy architektonický prvek umístěný nade dveřmi, později vytvořil sochař Ondřej Schweigl a datuje se do roku 1792. Představuje moravskou orlici držící ve spárech medailon s portrétem císaře Leopolda II., s německým nápisem "Ioseph II. Dem Einzigen, Leopold II. Dem Unvergeslichen, Franz II. Dem Gelibten, Über die Beglücte Einkehr In Dieses Gasthaus Geweihet" (Zasvěceno jedinečnému Josefu II., nezapomenutelnému Leopoldovi II., milovanému Františku II., kteří náš hostinec obdařili svým pobytem) Dnes tato supraporta zdobí nádvoří průjezdu domu číslo 7 v Orlí ulici. Původní domovní znamení v podobě dvouhlavého orla, které visívalo na nároží hostince, bylo přemístěno ze dvora zpět na průčelí domu v roce 2018.
K přejmenování původní ulice Měnínské (německy Mentzergasse) na Černoorelskou (německy Schwarzadlergasse) podle slavného hotelu došlo v roce 1824, od roku 1867 nese název Orlí (německy Adlergasse).